# La Finca, Guerrero
La Finca är en ort i Mexiko.   Den ligger i kommunen Petatlán och delstaten Guerrero, i den södra delen av landet, 280 km sydväst om huvudstaden Mexico City. La Finca ligger 731 meter över havet och antalet invånare är 107.
Terrängen runt La Finca är huvudsakligen kuperad, men åt nordost är den bergig. Runt La Finca är det glesbefolkat, med 19 invånare per kvadratkilometer. Närmaste större samhälle är El Porvenir, 13,2 km söder om La Finca. I omgivningarna runt La Finca växer huvudsakligen savannskog.